# Prince Albert Sound
Prince Albert Sound är ett sund i Kanada.   Det ligger i territoriet Northwest Territories, i den norra delen av landet, 3 500 km nordväst om huvudstaden Ottawa.